# Ariadna Vieyra Danés
Ariadna Vieyra Danés   (Roses, 2002) és una cantant, pianista i compositora catalana.
Va estudiar 4t d'ESO al Centre Escolar Empordà de Roses. Pel que fa a la música, va començar a rebre classes de cant de Marina Pratcorona i després d'Eva Mas a l’escola Nina Studio de la cantant Nina. També va formar-se al Taller de Músics.
Al principi, tot i que havia fet dos anys de piano, tenia por escènica. Va començar a compondre quan tenia 12 anys. El 22 de desembre del 2015, gràcies a un vídeo gravat al festival de Nadal de l'escola, en què ella es va atrevir a mostrar els seus dots musicals en públic, van ser descoberts per tothom, inclosa la seva família, a qui no els havia ensenyat. El 2018, a només 14 anys, va concursar a La Voz Kids i va quedar-se a vuitens de final. Formava part de l'equip d'Antonio Orozco. En aquella època, cantava com a soprano al grup Empordà Gospel Choir de la localitat de Roses.
L'any següent, va participar en la cançó col·lectiva Un Sant Jordi diferent, impulsada per Salva Racero. Treballa des d'aleshores amb Ten Productions. També va ser la co-compositora i vocalista de la cançó del Carnestoltes de Roses del 2019 No tot s'hi val i va fer-hi diversos concerts. El 2020, va cantar com a solista Eufòria, la versió en català d'Euphoria de Loreen, per al disc de la Marató de TV3 contra la COVID-19 del 2020. Amb 17 anys, es va tornar l'artista més jove de la història de la Marató a participar-hi. El 2021, va llançar el seu primer EP, titulat 22/15 i en el qual empra tant l'anglès com el català. Del repertori, Amunt com el Sol va ser triada pels lectors de la revista Enderrock com la segona millor cançó de l’estiu en català. El 2023, va ser un dels 25 aspirants destacats entre més de 2.300 participants en els càstings per a la segona temporada del concurs Eufòria de TV3.
Ha esmentat com a referències en l'àmbit musical Belén Aguilera, Aitana Ocaña, Leroy Sanchez i Taylor Swift.

## Discografia
- 22/15 (EP, 2021)